# Tim Wynne-Jones
Tim Wynne-Jones, OC (* 12. August 1948 in Bromborough, Cheshire, Großbritannien) ist ein kanadischer Autor von Kinder- und Jugendliteratur, einschließlich Bilderbüchern und Romanen für Kinder und Jugendliche, Romanen für Erwachsene, Hörspielen sowie eines Kindermusicals und eines Opernlibrettos.
Für seine Werke als Kinderbuchautor war er 2012 Kanadas Kandidat für den internationalen Hans-Christian-Andersen-Preis im Jahr 2012.

## Leben
Wynne-Jones wurde 1948 in Großbritannien geboren und emigrierte 1952 nach Kanada. Wynne-Jones wuchs in British Columbia und Ontario auf. Er lebt derzeit in Perth, Ontario.
Wynne-Jones studierte an der University of Waterloo und der Yale University, nachdem er die Ridgemont High School in Ottawa, Ontario, Kanada abgeschlossen hatte.  Eine weitere prägende Erfahrung war seine Teilnahme am Chor der anglikanischen Kirche der Matthäus-Anglikanischen Kirche, dessen Chorleiter er zeitweise war. Er ist Fakultätsmitglied am Vermont College of Fine Arts und unterrichtet im MFA-Programm Writing for Children und Young Adults.

## Schreiben
Tim Wynne-Jones' erstes Buch war Odd's End (dt. Der ungebetene Dritte), das er in nur fünf Wochen geschrieben haben soll.  Es wurde von McClelland & Stewart im Jahr 1980 veröffentlicht und erhielt den Seal First Novel Award in Höhe von 50.000 kanadischen Dollar. Seitdem hat Wynne-Jones mehr als 20 Bücher verfasst, darunter Bilderbücher, Romane für Kinder und junge Erwachsene sowie drei Romane für Erwachsene. Seine Arbeiten wurden vielfach rezensiert, und er gewann mehrere Preise, darunter zwei „Boston Globe-Horn Book Awards“ des "The Horn Book Magazine" für Kinderbücher, die in den USA (1995, 2011) veröffentlicht wurden; 1993, 1995 und 2009 drei Preise der Canadian Library Association; den „Arthur Ellis Award“ der „Crime Writers of Canada“ (2001); und den „Edgar Award für Young Adult Mystery“ der „Mystery Writers of America“ (2002). In Deutschland wurde Klick! für den Deutschen Jugendliteraturpreis 2010 nominiert; Wynne-Jones war einer der zehn Autoren dieses Jugendbuches. Acht seiner Bücher sind ins Deutsche übersetzt worden.

## Bilderbücher für Kinder
- Madeline and Ermadillo – 1976
- Zoom at Sea – 1983
- Zoom Away – 1985
- The Hour of the Frog – 1985
- I'll Make You Small – 1986
- Mischief City – 1986
- Architect of the Moon – 1988 (U.S. Titel: Builder of the Moon)
- Zoom Upstream – 1992
- The Last Piece of Sky – 1993
- Mouse In the Manger – 1993
- The Hunchback of Notre Dame – 1996
- Dracula – 1997
- On Tumbledown Hill – 1998
- Ned Mouse Breaks Away – 2002

## Romane für Kinder und Jugendliche
- Some of the Kinder Planets – 1993
- Rosie Backstage – 1994 (mit Amanda Lewis)
- The Book of Changes – 1994
- The Maestro – 1995 (australischer Titel: The Flight of Burl Crow, UK-Titel The Survival Game)
- Stephen Fair – 1998
- Lord of the Fries and Other Stories – 1999
- The Boy in the Burning House – 2000 (Edgar Allan Poe Award für den besten Roman für junge Erwachsene (Best Young Adult Novel), 2002)
- A Midwinter Night's Dream – 2003 (Libretto, in Auftrag gegeben vom Canadian Children’s Opera Chorus)
- A Thief in the House of Memory – 2004
- Rex Zero and the End of the World – 2007
- Rex Zero, King of Nothing – 2008
- The Uninvited – 2009
- Rex Zero, the Great Pretender – 2010
- Blink and Caution – 2011
- The Emperor of Any Place – 2015
- The Ruinous Sweep – 2018
- The Starlight Claim – 2019

## Romane für Erwachsene
- Odd's End – 1980
- The Knot – 1983
- Fastyngange – 1988 (UK-Titel: Voices)
- SilabGarza – 2010

## Zusammen mit anderen Autoren
- Click – 2007

## Hörspiele
- „The Thinking Room“ for CBC Radio – 1982
- „The Road Ends at the Sea“ for CBC Radio – 1982
- „The Strange Odyssey of Lennis Freed“ for CBC Radio – 1983

## Deutsche Übersetzungen
- 1981 – Der ungebetene Dritte (Odd’s End). ISBN 3-404-19016-5
- 1999 – Flucht in die Wälder. Jugendbuch (The Maestro). ISBN 3-423-62071-4
- 2001 – Ausgeträumt. Jugendbuch (Stephen Fair). ISBN 3-7941-4499-6
- 2001 – Brandspuren. Jugendroman  (The Boy in the Burning House). ISBN 3-440-13115-7
- 2007 – Dieb im Haus der Erinnerung. Jugendbuch  (A Thief in the House of Memory). ISBN 3-446-20865-8
- 2009 – Klick. Zehn Autoren erzählen einen Roman (click!) ISBN 3-446-23308-3
- 2010 – Kater Carter fährt zur See. Bilderbuch (Zoom at Sea). ISBN 3-941787-02-0
- 2011 – Kater Carter fährt zum Nordpol. Bilderbuch (Zoom Away). ISBN 3-941787-48-9

## Auszeichnungen
- 1980 – Seal First Novel Award, Odd's End
- 1983 – Ruth Schwartz Award of The Canadian Book Sellers Association, Zoom at Sea
- 1993 – Governor General's Award for children's literature, Some of the Kinder Planets
- 1995 – Boston Globe–Horn Book Award for children's fiction, Some of the Kinder Planets
- 1995 – Governor General's Award for English language children's literature, The Maestro
- 1995 – Canadian Library Association Young Adult Book of the Year, The Maestro
- 1997 – Vicky Metcalf Award
- 1998 – Canadian Library Association Children’s Book of the Year
- 2001 – Arthur Ellis Award, Best Juvenile Crime Book, The Boy in the Burning House
- 2002 – Edgar Award for Best Young Adult book, The Boy in the Burning House
- 2009 – Governor General's Award for English language children's literature, The Uninvited
- 2010 – Click! nominiert für den Deutschen Jugendliteraturpreis, gemeinsam mit neun anderen Autoren und Illustratoren[10]
- 2011 – Officer of the Order of Canada „for his contributions to Canadian literature, notably as a writer of children's fiction“.[11]
- 2011 – Boston Globe–Horn Book Award for children's fiction, Blink & Caution[12]
- 2012 – nominiert für den Hans-Christian-Andersen-Preis[13]